# Braunsia mindanaensis
Braunsia mindanaensis är en stekelart som först beskrevs av Watanabe 1934.  Braunsia mindanaensis ingår i släktet Braunsia och familjen bracksteklar. Inga underarter finns listade.